# Doljești
Doljești is een Roemeense gemeente in het district Neamț.
Doljești telt 7477 inwoners. De meerderheid van de bevolking is Rooms Katholiek in 2011. Dit duidt op een mogelijke Csángó achtergrond van de bevolking.

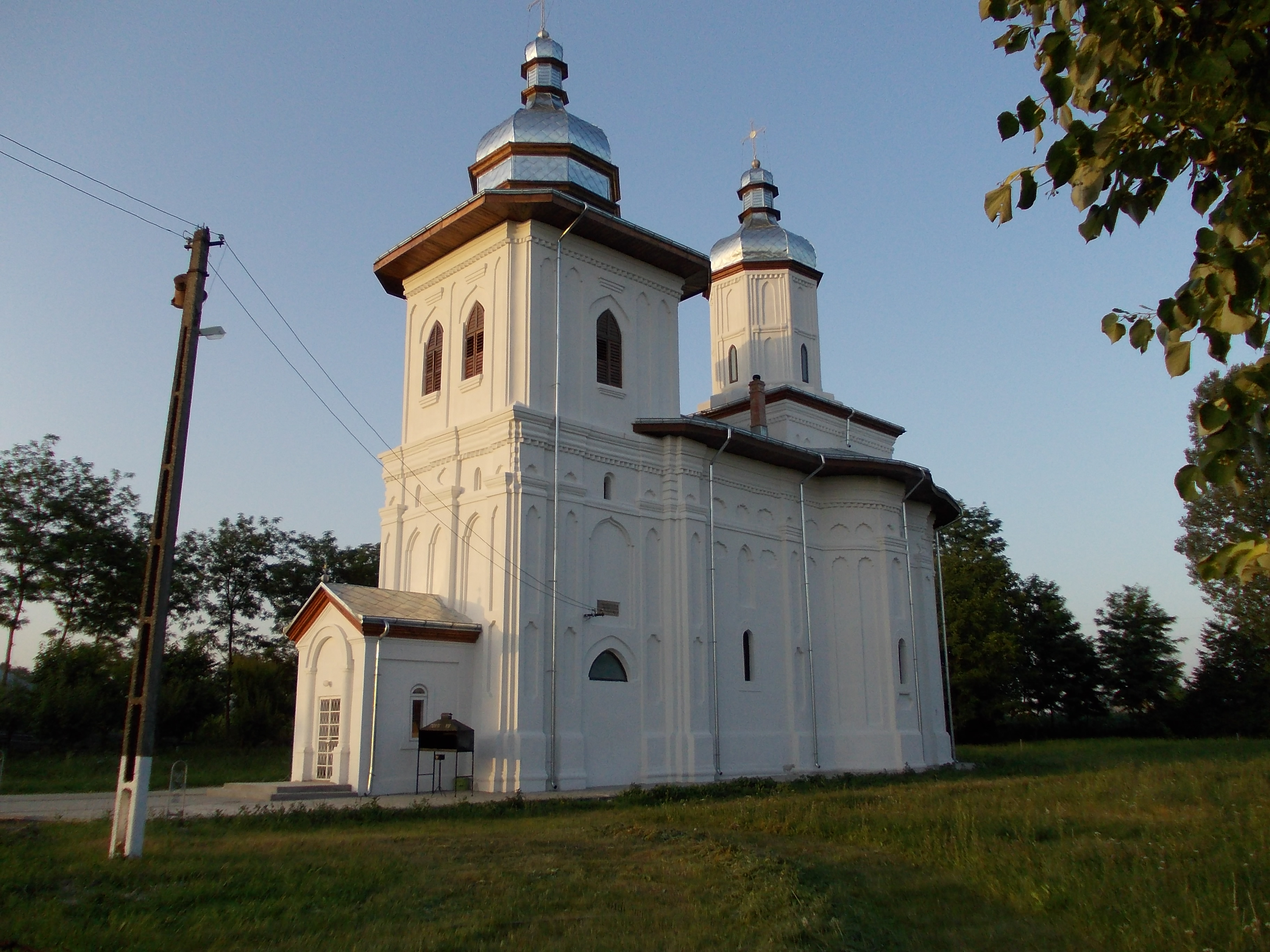
Kerk van de heilige drie-eenheid